# أقتشة كهل
أقتشة كهل هي قرية في مقاطعة أسكو، إيران. عدد سكان هذه القرية هو 233 في سنة 2006.